# Troisième circonscription de la Mayenne
La troisième circonscription de la Mayenne est l'une des trois circonscriptions législatives françaises que compte le département de la Mayenne. 

## La circonscription de 1958 à 1986

### Description géographique
Dans le découpage électoral de 1958, la troisième circonscription de la Mayenne était composée des cantons suivants :
- canton d'Ambrières-le-Grand,
- canton de Couptrain,
- canton d'Ernée,
- canton de Gorron,
- canton du Horps,
- canton de Landivy,
- canton de Lassay,
- canton de Mayenne-Est,
- canton de Mayenne-Ouest,
- canton de Pré-en-Pail.

### Historique des députations
| Législature | Début de mandat | Fin de mandat  | Député                   | Parti politique | Observations |
| ----------- | --------------- | -------------- | ------------------------ | --------------- | --- |
| Ire         | 9 décembre 1958 | 9 octobre 1962 | Bertrand Denis           | CNIP            | Mandat écourté à la suite d'une dissolution parlementaire décidée par Charles de Gaulle.                                                                             |
| IIe         | 6 décembre 1962 | 2 avril 1967   | Bertrand Denis           | RI              | |
| IIIe        | 3 avril 1967    | 30 mai 1968    | Bertrand Denis           | RI              | Mandat écourté à la suite d'une dissolution parlementaire décidée par Charles de Gaulle.                                                                             |
| IVe         | 11 juillet 1968 | 1er avril 1973 | Bertrand Denis           | RI              | |
| Ve          | 2 avril 1973    | 2 avril 1978   | Bertrand Denis           | RI              | |
| VIe         | 3 avril 1978    | 15 avril 1981  | René Boullier de Branche | UDF             | En raison de son décès le 15 avril 1981, remplacé par Roger Lestas (UDF). Mandat écourté à la suite d'une dissolution parlementaire décidée par François Mitterrand. |
| VIe         | 15 avril 1981   | 22 mai 1981    | Roger Lestas             | UDF             | En raison de son décès le 15 avril 1981, remplacé par Roger Lestas (UDF). Mandat écourté à la suite d'une dissolution parlementaire décidée par François Mitterrand. |
| VIIe        | 2 juillet 1981  | 1er avril 1986 | Roger Lestas             | UDF             | |
| VIIIe       | 2 avril 1986    | 14 mai 1988    | Aucun                    | Aucun           | Proportionnelle par département, pas de député par circonscription. Mandat écourté à la suite d'une dissolution parlementaire décidée par François Mitterrand.       |

### Historique des élections

#### Élections de 1958
|                | Bertrand Denis élu | CNIP           | 20 118 | 50,03  |  |  |  |
|                | Jules Linais       | MRP            | 13 150 | 32,7   |  |  |  |
|                | Jules Gohier       | SFIO           | 2 869  | 7,13   |  |  |  |
|                | Jean Primet        | PCF            | 2 197  | 5,46   |  |  |  |
|                | Georges Durand     | UFF            | 1 881  | 4,68   |  |  |  |
|                |                    |                |        |        |  |  |  |
| Inscrits       | Inscrits           | Inscrits       | 49 849 | 100,00 |  |  |  |
| Abstentions    | Abstentions        | Abstentions    | 8 134  | 16,32  |  |  |  |
| Votants        | Votants            | Votants        | 41 715 | 83,68  |  |  |  |
| Blancs et nuls | Blancs et nuls     | Blancs et nuls | 1 500  | 3,6    |  |  |  |
| Exprimés       | Exprimés           | Exprimés       | 40 215 | 96,4   |  |  |  |

Le suppléant de Bertrand Denis était Marcel Le Roy, aviculteur, maire de Niort-la-Fontaine.

#### Élections de 1962
| Candidat       | Candidat                     | Parti          | Premier tour | Premier tour | Second tour | Second tour |  |
| Candidat       | Candidat                     | Parti          | Voix         | %            | Voix        | %           |  |
| -------------- | ---------------------------- | -------------- | ------------ | ------------ | ----------- | ----------- |  |
|                | Bertrand Denis sortant réélu | RI             | 16 532       | 47,08        | 17 871      | 49,06       |  |
|                | Jules Linais                 | MRP            | 14 149       | 40,29        | 15 663      | 43          |  |
|                | Jules Gohier                 | SFIO           | 2 508        | 7,14         | 2 892       | 7,94        |  |
|                | Pierre Delezé                | PCF            | 1 925        | 5,48         | Retrait     | Retrait     |  |
|                |                              |                |              |              |             |             |  |
| Inscrits       | Inscrits                     | Inscrits       | 48 518       | 100,00       | 48 518      | 100,00      |  |
| Abstentions    | Abstentions                  | Abstentions    | 11 879       | 24,48        | 11 124      | 22,93       |  |
| Votants        | Votants                      | Votants        | 36 639       | 75,52        | 37 394      | 77,07       |  |
| Blancs et nuls | Blancs et nuls               | Blancs et nuls | 1 525        | 4,16         | 968         | 2,59        |  |
| Exprimés       | Exprimés                     | Exprimés       | 35 114       | 95,84        | 36 426      | 97,41       |  |

Le suppléant de Bertrand Denis était Louis Brilhault, agriculteur, adjoint au maire de Carelles.

#### Élections de 1967
|                | Bertrand Denis sortant réélu | RI             | 23 454 | 59,84  |  |  |  |
|                | René Ballayer                | CD (PDM)       | 11 849 | 30,23  |  |  |  |
|                | Frédéric Guillou             | PCF            | 3 890  | 9,93   |  |  |  |
|                |                              |                |        |        |  |  |  |
| Inscrits       | Inscrits                     | Inscrits       | 45 968 | 100,00 |  |  |  |
| Abstentions    | Abstentions                  | Abstentions    | 5 526  | 12,02  |  |  |  |
| Votants        | Votants                      | Votants        | 40 442 | 87,98  |  |  |  |
| Blancs et nuls | Blancs et nuls               | Blancs et nuls | 1 249  | 3,09   |  |  |  |
| Exprimés       | Exprimés                     | Exprimés       | 39 193 | 96,91  |  |  |  |

Le suppléant de Bertrand Denis était Guy Tertrais, conseiller technique agricole à Gorron.

#### Élections de 1968
|                | Bertrand Denis sortant réélu | RI (URP)       | 30 263 | 80,63  |  |  |  |
|                | René Papoin                  | FGDS (SFIO)    | 5 058  | 13,48  |  |  |  |
|                | Frédéric Guillou             | PCF            | 2 211  | 5,89   |  |  |  |
|                |                              |                |        |        |  |  |  |
| Inscrits       | Inscrits                     | Inscrits       | 46 713 | 100,00 |  |  |  |
| Abstentions    | Abstentions                  | Abstentions    | 7 545  | 16,15  |  |  |  |
| Votants        | Votants                      | Votants        | 39 168 | 83,85  |  |  |  |
| Blancs et nuls | Blancs et nuls               | Blancs et nuls | 1 636  | 4,18   |  |  |  |
| Exprimés       | Exprimés                     | Exprimés       | 37 532 | 95,82  |  |  |  |

Le suppléant de Bertrand Denis était Guy Tertrais.

#### Élections de 1973
|                | Bertrand Denis sortant réélu | RI (URP)       | 25 929 | 65,51  |  |  |  |
|                | Richard Desaulnay            | PS (UGSD)      | 6 003  | 15,17  |  |  |  |
|                | François Cathala             | MR             | 4 838  | 12,22  |  |  |  |
|                | Marc Marillaud               | PCF            | 2 810  | 7,1    |  |  |  |
|                |                              |                |        |        |  |  |  |
| Inscrits       | Inscrits                     | Inscrits       | 47 665 | 100,00 |  |  |  |
| Abstentions    | Abstentions                  | Abstentions    | 6 735  | 14,13  |  |  |  |
| Votants        | Votants                      | Votants        | 40 930 | 85,87  |  |  |  |
| Blancs et nuls | Blancs et nuls               | Blancs et nuls | 1 350  | 3,3    |  |  |  |
| Exprimés       | Exprimés                     | Exprimés       | 39 580 | 96,7   |  |  |  |

Le suppléant de Bertrand Denis était Gérard Duverne, docteur vétérinaire à Mayenne

#### Élections de 1978
|                | René Boullier de Branche élu | UDF (PR)          | 28 054 | 61,81  |  |  |  |
|                | Claude Leblanc               | PS                | 12 563 | 27,68  |  |  |  |
|                | Marc Marillaud               | PCF               | 2 139  | 4,71   |  |  |  |
|                | Reginald Pickersgill         | Divers écologiste | 1 388  | 3,06   |  |  |  |
|                | Jacques Volant               | LO                | 833    | 1,84   |  |  |  |
|                | M. Petit                     | Divers droite     | 412    | 0,91   |  |  |  |
|                |                              |                   |        |        |  |  |  |
| Inscrits       | Inscrits                     | Inscrits          | 53 055 | 100,00 |  |  |  |
| Abstentions    | Abstentions                  | Abstentions       | 6 463  | 12,18  |  |  |  |
| Votants        | Votants                      | Votants           | 46 592 | 87,82  |  |  |  |
| Blancs et nuls | Blancs et nuls               | Blancs et nuls    | 1 203  | 2,58   |  |  |  |
| Exprimés       | Exprimés                     | Exprimés          | 45 389 | 97,42  |  |  |  |

Le suppléant de René Boullier de Branche était Roger Lestas, agriculteur, conseiller général, maire de Fougerolles-du-Plessis. Roger Lestas remplaça René de Branche, décédé, du 15 avril 1981 au 22 mai 1981.

#### Élections de 1981
|                | Roger Lestas sortant réélu | UDF (PR)       | 23 557 | 57,80  |  |  |  |
|                | Claude Leblanc             | PS             | 13 794 | 33,84  |  |  |  |
|                | Jean Audras                | Divers droite  | 2 260  | 5,54   |  |  |  |
|                | Jeanine Marsollier         | PCF            | 1 144  | 2,81   |  |  |  |
|                | Eugène Bégoc               | CCA            | 1      | 0,00   |  |  |  |
|                |                            |                |        |        |  |  |  |
| Inscrits       | Inscrits                   | Inscrits       | 54 272 | 100,00 |  |  |  |
| Abstentions    | Abstentions                | Abstentions    | 12 567 | 23,16  |  |  |  |
| Votants        | Votants                    | Votants        | 41 705 | 76,84  |  |  |  |
| Blancs et nuls | Blancs et nuls             | Blancs et nuls | 949    | 2,28   |  |  |  |
| Exprimés       | Exprimés                   | Exprimés       | 40 756 | 97,72  |  |  |  |

Le suppléant de Roger Lestas était Philippe Denis, industriel.

## La circonscription de 1986 à 2010

### Description géographique et démographique
Dans le découpage électoral de la loi no 86-1197 du 24 novembre 1986
, la circonscription regroupe les cantons suivants :
- Canton d'Ambrières-les-Vallées
- Canton de Chailland
- Canton de Couptrain
- Canton d'Ernée
- Canton de Gorron
- Canton du Horps
- Canton de Landivy
- Canton de Laval-Nord-Est
- Canton de Lassay-les-Châteaux
- Canton de Mayenne-Est
- Canton de Mayenne-Ouest.

D'après le recensement général de la population en 1999, réalisé par l'Institut national de la statistique et des études économiques (INSEE), la population totale de cette circonscription est estimée à 92 974 habitants,.

### Historique des députations
| Législature | Début de mandat | Fin de mandat  | Député            | Parti politique | Observations                                                                          |
| ----------- | --------------- | -------------- | ----------------- | --------------- | ------------------------------------------------------------------------------------- |
| IXe         | 23 juin 1988    | 1er avril 1993 | Roger Lestas      | UDF             |                                                                                       |
| Xe          | 2 avril 1993    | 21 avril 1997  | Roger Lestas      | UDF             | Mandat écourté à la suite d'une dissolution parlementaire décidée par Jacques Chirac. |
| XIe         | 12 juin 1997    | 18 juin 2002   | Roger Lestas      | UDF             |                                                                                       |
| XIIe        | 19 juin 2002    | 19 juin 2007   | Yannick Favennec, | UMP,            |                                                                                       |
| XIIIe       | 20 juin 2007    | 19 juin 2012   | Yannick Favennec  | UMP             |                                                                                       |

### Historique des élections

#### Élections de 1988
| Candidat       | Candidat         | Parti          | Premier tour | Premier tour | Second tour | Second tour |  |
| Candidat       | Candidat         | Parti          | Voix         | %            | Voix        | %           |  |
| -------------- | ---------------- | -------------- | ------------ | ------------ | ----------- | ----------- |  |
|                | Claude Leblanc   | PS             | 17 476       | 37,78        | 20 544      | 42,01       |  |
|                | Roger Lestas élu | app. UDF       | 16 548       | 35,77        | 28 360      | 57,99       |  |
|                | Michel Scheer    | UDF (PR) (URC) | 9 541        | 20,63        | Retrait     | Retrait     |  |
|                | Gilbert Blanc    | FN             | 1 580        | 3,42         |             |             |  |
|                | Yannick Peltier  | PCF            | 1 114        | 2,41         |             |             |  |
|                |                  |                |              |              |             |             |  |
| Inscrits       | Inscrits         | Inscrits       | 66 706       | 100,00       | 66 703      | 100,00      |  |
| Abstentions    | Abstentions      | Abstentions    | 18 891       | 28,32        | 16 492      | 24,72       |  |
| Votants        | Votants          | Votants        | 47 815       | 71,68        | 50 211      | 75,28       |  |
| Blancs et nuls | Blancs et nuls   | Blancs et nuls | 1 556        | 3,25         | 1 307       | 2,6         |  |
| Exprimés       | Exprimés         | Exprimés       | 46 259       | 96,75        | 48 904      | 97,4        |  |

Le suppléant de Roger Lestas était Robert Kuhn, conseiller municipal de Laval.

#### Élections de 1993
| Candidat       | Candidat                   | Parti          | Premier tour | Premier tour | Second tour | Second tour |  |
| Candidat       | Candidat                   | Parti          | Voix         | %            | Voix        | %           |  |
| -------------- | -------------------------- | -------------- | ------------ | ------------ | ----------- | ----------- |  |
|                | Roger Lestas sortant réélu | UDF (UPF)      | 21 468       | 47,12        | 22 900      | 100,00      |  |
|                | Michel Scheer              | diss. UDF      | 7 207        | 15,82        | Retrait     | Retrait     |  |
|                | Francis Daligault          | PS (ADFP)      | 4 468        | 9,81         |             |             |  |
|                | Louis Michel               | GÉ (EÉ)        | 4 246        | 9,32         |             |             |  |
|                | Gilbert Blanc              | FN             | 3 847        | 8,44         |             |             |  |
|                | Christine Savary           | LT-LNÉ         | 1 999        | 4,39         |             |             |  |
|                | Yannick Peltier            | PCF            | 1 554        | 3,41         |             |             |  |
|                | Christian Richard          | CNIP           | 775          | 1,7          |             |             |  |
|                |                            |                |              |              |             |             |  |
| Inscrits       | Inscrits                   | Inscrits       | 68 048       | 100,00       | 68 049      | 100,00      |  |
| Abstentions    | Abstentions                | Abstentions    | 18 141       | 26,66        | 37 519      | 55,14       |  |
| Votants        | Votants                    | Votants        | 49 907       | 73,34        | 30 530      | 44,86       |  |
| Blancs et nuls | Blancs et nuls             | Blancs et nuls | 4 343        | 8,7          | 7 630       | 24,99       |  |
| Exprimés       | Exprimés                   | Exprimés       | 45 564       | 91,3         | 22 900      | 75,01       |  |

Le suppléant de Roger Lestas était Philippe Serre, secrétaire départemental du RPR, Laval.

#### Élections de 1997
| Candidat       | Candidat            | Parti          | Premier tour | Premier tour | Second tour | Second tour |  |
| Candidat       | Candidat            | Parti          | Voix         | %            | Voix        | %           |  |
| -------------- | ------------------- | -------------- | ------------ | ------------ | ----------- | ----------- |  |
|                | Roger Lestas élu    | UDF (AD)       | 11 233       | 25,18        | 24 115      | 51,89       |  |
|                | Claude Leblanc      | Divers gauche  | 10 724       | 24,04        | 22 359      | 48,11       |  |
|                | François Zocchetto  | diss. UDF      | 5 637        | 12,64        |             |             |  |
|                | Jean-Marc Allain    | diss. UDF      | 4 731        | 10,61        |             |             |  |
|                | Gilbert Blanc       | FN             | 3 414        | 7,65         |             |             |  |
|                | Pierre Kuntz        | PRS (PS)       | 3 056        | 6,85         |             |             |  |
|                | Pierre-Marie Jammes | LDI (MPF)      | 1 620        | 3,63         |             |             |  |
|                | Patrick Macaire     | Les Verts      | 1 451        | 3,25         |             |             |  |
|                | Louis Michel        | GÉ             | 1 407        | 3,15         |             |             |  |
|                | Yannick Peltier     | PCF            | 1 334        | 2,99         |             |             |  |
|                |                     |                |              |              |             |             |  |
| Inscrits       | Inscrits            | Inscrits       | 67 905       | 100,00       | 67 900      | 100,00      |  |
| Abstentions    | Abstentions         | Abstentions    | 19 837       | 29,21        | 18 164      | 26,75       |  |
| Votants        | Votants             | Votants        | 48 068       | 70,79        | 49 736      | 73,25       |  |
| Blancs et nuls | Blancs et nuls      | Blancs et nuls | 3 461        | 7,2          | 3 262       | 6,56        |  |
| Exprimés       | Exprimés            | Exprimés       | 44 607       | 92,8         | 46 474      | 93,44       |  |

Le suppléant de Roger Lestas était Philippe Serre, conseiller régional.

#### Élections de 2002
| Candidat       | Candidat                 | Parti          | Premier tour | Premier tour | Second tour | Second tour |  |
| Candidat       | Candidat                 | Parti          | Voix         | %            | Voix        | %           |  |
| -------------- | ------------------------ | -------------- | ------------ | ------------ | ----------- | ----------- |  |
|                | Claude Leblanc           | Divers gauche  | 12 408       | 27,42        | 17 858      | 41,93       |  |
|                | Yannick Favennec élu     | UMP            | 7 528        | 16,64        | 24 732      | 58,07       |  |
|                | Jean-Yves Quinio         | UMP            | 6 543        | 14,46        |             |             |  |
|                | Jean-Marc Allain         | Divers droite  | 5 932        | 13,11        |             |             |  |
|                | Yves Cortès              | Divers droite  | 4 893        | 10,81        |             |             |  |
|                | Sylviane de La Morinière | FN             | 2 438        | 5,39         |             |             |  |
|                | Jean-Claude Maignan      | Les Verts      | 1 828        | 4,04         |             |             |  |
|                | Alain Guinoiseau         | RPF            | 1 237        | 2,73         |             |             |  |
|                | Dinah Bréard-Thommeret   | LCR            | 782          | 1,73         |             |             |  |
|                | Jocelyne Lavenant        | MPF            | 468          | 1,03         |             |             |  |
|                | Yannick Peltier          | PCF            | 436          | 0,96         |             |             |  |
|                | Marie-Paule Seigneur     | LO             | 417          | 0,92         |             |             |  |
|                | Gustave Labelle          | MNR            | 336          | 0,74         |             |             |  |
|                | Agnès Caillon            | GÉ             | 0            | 0            |             |             |  |
|                |                          |                |              |              |             |             |  |
| Inscrits       | Inscrits                 | Inscrits       | 70 367       | 100,00       | 70 365      | 100,00      |  |
| Abstentions    | Abstentions              | Abstentions    | 23 619       | 33,57        | 26 149      | 37,16       |  |
| Votants        | Votants                  | Votants        | 46 748       | 66,43        | 44 216      | 62,84       |  |
| Blancs et nuls | Blancs et nuls           | Blancs et nuls | 1 502        | 3,21         | 1 626       | 3,68        |  |
| Exprimés       | Exprimés                 | Exprimés       | 45 246       | 96,79        | 42 590      | 96,32       |  |

Le suppléant de Yannick Favennec était Daniel Métairie, agriculteur, maire délégué de La Baroche-Gondouin, centriste.

#### Élections de 2007
|                | Yannick Favennec sortant réélu | UMP            | 26 703 | 58,95  |  |  |  |
|                | Jean-Pierre Le Scornet         | PS             | 10 248 | 22,62  |  |  |  |
|                | Pierrick Tranchevent           | UDF–MoDem      | 2 642  | 5,83   |  |  |  |
|                | Jean-Claude Maignan            | Les Verts      | 1 902  | 4,2    |  |  |  |
|                | Bruno de La Morinière          | FN             | 834    | 1,84   |  |  |  |
|                | Bénédicte Pelletier            | LCR            | 725    | 1,6    |  |  |  |
|                | Yannick Peltier                | PCF            | 674    | 1,49   |  |  |  |
|                | Viviane Chanteloup             | MPF            | 531    | 1,17   |  |  |  |
|                | Marie-Paule Seigneur           | LO             | 520    | 1,15   |  |  |  |
|                | Philippe Jourdin               | Divers         | 338    | 0,75   |  |  |  |
|                | Marie-Madeleine Billeau        | MNR            | 181    | 0,4    |  |  |  |
|                |                                |                |        |        |  |  |  |
| Inscrits       | Inscrits                       | Inscrits       | 72 003 | 100,00 |  |  |  |
| Abstentions    | Abstentions                    | Abstentions    | 25 474 | 35,38  |  |  |  |
| Votants        | Votants                        | Votants        | 46 529 | 64,62  |  |  |  |
| Blancs et nuls | Blancs et nuls                 | Blancs et nuls | 1 231  | 2,65   |  |  |  |
| Exprimés       | Exprimés                       | Exprimés       | 45 298 | 97,35  |  |  |  |

## La circonscription depuis 2010

### Description géographique
À la suite du redécoupage des circonscriptions législatives françaises de 2010, induit par l'ordonnance no 2009-935 du 29 juillet 2009, ratifiée par le Parlement français le 21 janvier 2010, la troisième circonscription de la Mayenne regroupe les divisions administratives suivantes :
- Canton d'Ambrières-les-Vallées
- Canton de Chailland
- Canton de Couptrain
- Canton d'Ernée
- Canton de Gorron
- Canton du Horps
- Canton de Landivy
- Canton de Lassay-les-Châteaux
- Canton de Loiron
- Canton de Mayenne-Est
- Canton de Mayenne-Ouest.

### Historique des députations
| Législature | Début de mandat | Fin de mandat | Député                 | Parti politique | Observations                                                                           |
| ----------- | --------------- | ------------- | ---------------------- | --------------- | -------------------------------------------------------------------------------------- |
| XIVe        | 20 juin 2012    | 20 juin 2017  | Yannick Favennec       | UMP             |                                                                                        |
| XVe         | 21 juin 2017    | 21 juin 2022  | Yannick Favennec-Bécot | UDI             |                                                                                        |
| XVIe        | 22 juin 2022    | 9 juin 2024   | Yannick Favennec-Bécot | LIOT            | Mandat écourté à la suite d'une dissolution parlementaire décidée par Emmanuel Macron. |
| XVIIe       | 8 juillet 2024  | En cours      | Yannick Favennec-Bécot | LIOT            |                                                                                        |

### Historique des élections

#### Élections de 2012
|                | Yannick Favennec sortant réélu | UMP                     | 23 152 | 53,94  |  |  |  |
|                | Christian Quinton              | EÉLV (PS)               | 12 153 | 28,31  |  |  |  |
|                | Bruno de la Morinière          | RBM (FN)                | 3 394  | 7,91   |  |  |  |
|                | Hervé Éon                      | FG (PG) (Divers gauche) | 1 808  | 4,21   |  |  |  |
|                | Alexandra Leuliette            | CpF (MoDem)             | 1 478  | 3,44   |  |  |  |
|                | Esther Lubiato                 | DLR                     | 350    | 0,82   |  |  |  |
|                | Anne Réminiac                  | NPA (GA, ALT)           | 345    | 0,80   |  |  |  |
|                | Marie-Paule Catheline          | LO                      | 241    | 0,56   |  |  |  |
|                |                                |                         |        |        |  |  |  |
| Inscrits       | Inscrits                       | Inscrits                | 72 344 | 100,00 |  |  |  |
| Abstentions    | Abstentions                    | Abstentions             | 28 479 | 39,37  |  |  |  |
| Votants        | Votants                        | Votants                 | 43 865 | 60,63  |  |  |  |
| Blancs et nuls | Blancs et nuls                 | Blancs et nuls          | 944    | 2,15   |  |  |  |
| Exprimés       | Exprimés                       | Exprimés                | 42 921 | 97,85  |  |  |  |

#### Élections de 2017
|                                                                             |                                                                                                 |                           |                           |                          |                          |
|                                                                             |                                                                                                 | Premier tour 11 juin 2017 | Premier tour 11 juin 2017 | Second tour 18 juin 2017 | Second tour 18 juin 2017 |
|                                                                             |                                                                                                 |                           |                           |                          |                          |
|                                                                             |                                                                                                 | Nombre                    | % des inscrits            | Nombre                   | % des inscrits           |
| Inscrits                                                                    | Inscrits                                                                                        | 71 931                    | 100,00                    | 71 933                   | 100,00                   |
| Abstentions                                                                 | Abstentions                                                                                     | 33 061                    | 45,96                     | 38 019                   | 52,85                    |
| Votants                                                                     | Votants                                                                                         | 38 870                    | 54,04                     | 33 914                   | 47,15                    |
|                                                                             |                                                                                                 |                           | % des votants             |                          | % des votants            |
| Bulletins blancs                                                            | Bulletins blancs                                                                                | 607                       | 1,56                      | 1 574                    | 4,64                     |
| Bulletins nuls                                                              | Bulletins nuls                                                                                  | 302                       | 0,78                      | 805                      | 2,37                     |
| Suffrages exprimés                                                          | Suffrages exprimés                                                                              | 37 961                    | 97,66                     | 31 535                   | 92,99                    |
|                                                                             |                                                                                                 |                           |                           |                          |                          |
| Candidat Étiquette politique (partis et alliances)                          | Candidat Étiquette politique (partis et alliances)                                              | Voix                      | % des exprimés            | Voix                     | % des exprimés           |
|                                                                             |                                                                                                 |                           |                           |                          |                          |
|                                                                             | Yannick Favennec-Bécot (député sortant) Union des démocrates et indépendants (Les Républicains) | 16 004                    | 42,16                     | 19 403                   | 61,53                    |
|                                                                             | Josselin Chouzy La République en marche                                                         | 11 310                    | 29,79                     | 12 132                   | 38,47                    |
|                                                                             | Monique Morand Front national                                                                   | 2 806                     | 7,39                      |                          |                          |
|                                                                             | Léa Raimbault La France insoumise                                                               | 2 599                     | 6,85                      |                          |                          |
|                                                                             | Grégory Heurtebize Divers droite (Union des démocrates et indépendants diss.)                   | 1 449                     | 3,82                      |                          |                          |
|                                                                             | Sophie Leterrier Europe Écologie Les Verts (Nouvelle Donne)                                     | 1 445                     | 3,81                      |                          |                          |
|                                                                             | Michel Neveu Parti radical de gauche (Parti socialiste)                                         | 714                       | 1,88                      |                          |                          |
|                                                                             | Maud Jan-Brusson Parti communiste français                                                      | 433                       | 1,14                      |                          |                          |
|                                                                             | Claudine Chartier Debout la France                                                              | 399                       | 1,05                      |                          |                          |
|                                                                             | Sylvie Delogé Divers (Parti du vote blanc)                                                      | 240                       | 0,63                      |                          |                          |
|                                                                             | Gauthier Dupont Écologiste                                                                      | 213                       | 0,56                      |                          |                          |
|                                                                             | Marie-Paule Seigneur Lutte ouvrière                                                             | 204                       | 0,54                      |                          |                          |
|                                                                             | Charlotte Le Corre Divers (Union populaire républicaine)                                        | 145                       | 0,38                      |                          |                          |
|                                                                             | Bernadette Bresard Écologiste (Alliance écologiste indépendante)                                | 0                         | 0,00                      |                          |                          |
| Source : Ministère de l'Intérieur - Troisième circonscription de la Mayenne |                                                                                                 |                           |                           |                          |                          |

#### Élections de 2022
Les élections législatives françaises de 2022 se déroulent les dimanches 12 et 19 juin 2022.
|                                                    |                                                                                    |                           |                |
|                                                    |                                                                                    | Premier tour 12 juin 2022 |                |
|                                                    |                                                                                    |                           |                |
|                                                    |                                                                                    | Nombre                    | % des inscrits |
| Inscrits                                           | Inscrits                                                                           | 72 427                    | 100            |
| Abstentions                                        | Abstentions                                                                        | 37 734                    | 52.10          |
| Votants                                            | Votants                                                                            | 34 693                    | 47.90          |
|                                                    |                                                                                    |                           | % des votants  |
| Bulletins blancs                                   | Bulletins blancs                                                                   | 758                       | 2.18           |
| Bulletins nuls                                     | Bulletins nuls                                                                     | 349                       | 1.01           |
| Suffrages exprimés                                 | Suffrages exprimés                                                                 | 33 586                    | 96.81          |
|                                                    |                                                                                    |                           |                |
| Candidat Étiquette politique (partis et alliances) | Candidat Étiquette politique (partis et alliances)                                 | Voix                      | % des exprimés |
|                                                    |                                                                                    |                           |                |
|                                                    | Yannick Favennec-Bécot* Ensemble                                                   | 19 187                    | 57,13          |
|                                                    | Marion Detais Nouvelle Union populaire écologique et sociale (La France insoumise) | 6 491                     | 19,33          |
|                                                    | Annie Bell Rassemblement national                                                  | 5 335                     | 15,88          |
|                                                    | Amélie de Grandmaison Reconquête                                                   | 1 160                     | 3,45           |
|                                                    | Claudine Chartier Debout la France                                                 | 535                       | 1,59           |
|                                                    | Martine Amelin Lutte ouvrière                                                      | 445                       | 1,32           |
|                                                    | Sonia Garnier Parti animaliste                                                     | 433                       | 1,29           |
| * Député sortant                                   |                                                                                    |                           |                |

#### Élections de 2024
Annie Bell, portant alors le nom Jaccoud, a fait une prise d'otage en 1995 dans la mairie d'Ernée et « avait dissimulé une carabine sous son manteau » en s'y rendant, elle a pris en otage une partie du personnel communal et réclamé la venue du préfet et du procureur de la République. Un coup de feu est parti lorsque le secrétaire général de la mairie a tenté de la désarmer. Ce scandale est révélé entre les deux tours.
| Résultats des élections législatives des 30 juin et 7 juillet 2024 de la 2e circonscription de la Mayenne |                          |                          |                          |              |              |             |             |
| Candidat                                                                                                  | Candidat                 | Parti et coalition       | Nuance                   | Premier tour | Premier tour | Second tour | Second tour |
| Candidat                                                                                                  | Candidat                 | Parti et coalition       | Nuance                   | Voix         | %            | Voix        | %           |
| | Yannick Favennec-Bécot   | apparenté Horizons (ENS) | ENS                      | 23 294       | 48,68        | 31 379      | 68,9        |
| | Annie Bell               | Rassemblement national   | RN                       | 14 884       | 31,11        | 14 161      | 31,1        |
| | Stéphanie Lefoulon       | Parti socialiste (NFP)   | PS                       | 9 176        | 19,18        | Retrait     | Retrait     |
| | Martine Amelin           | Lutte ouvrière           | EXG                      | 494          | 1,03         |             |             |
| Votes valides                                                                                             | Votes valides            | Votes valides            | Votes valides            | 47 848       | 97,28        | 45 540      | 95,69       |
| Votes blancs                                                                                              | Votes blancs             | Votes blancs             | Votes blancs             | 867          | 1,76         | 1 428       | 3           |
| Votes nuls                                                                                                | Votes nuls               | Votes nuls               | Votes nuls               | 470          | 0,96         | 624         | 1,31        |
| Total | Total                    | Total                    | Total                    | 49 185       | 100          | 47 592      | 100         |
| Abstention                                                                                                | Abstention               | Abstention               | Abstention               | 23 470       | 32,30        | 25 080      | 34,51       |
| Inscrits / participation                                                                                  | Inscrits / participation | Inscrits / participation | Inscrits / participation | 72 655       | 67,70        | 72 672      | 62,67       |

#### Département de la Mayenne
- La fiche de l'INSEE de cette circonscription : « Tableaux et Analyses de la troisième circonscription de la Mayenne », sur insee.fr, site de l'Institut national de la statistique et des études économiques (consulté le 10 juin 2007)

- « Tous les députés du département de la Mayenne depuis 1789 » [archive du 28 septembre 2007], sur assemblee-nationale.fr, site de l'Assemblée nationale française (consulté le 10 juin 2007)

- « Informations contentieuses sur le département de la Mayenne (Élections législatives de 2002) », sur conseil-constitutionnel.fr, site du Conseil constitutionnel (consulté le 13 juin 2007)

#### Circonscriptions en France
- « Carte des circonscriptions législatives en France », sur assemblee-nationale.fr, site de l'Assemblée nationale française (consulté le 10 juin 2007)

- « Résultats électoraux officiels en France », sur interieur.gouv.fr, site du ministère de l'Intérieur (France) (consulté le 13 juin 2007)

- Description et Atlas des circonscriptions électorales de France sur http://www.atlaspol.com, Atlaspol, site de cartographie géopolitique, consulté le 13 juin 2007.